# 風土條件

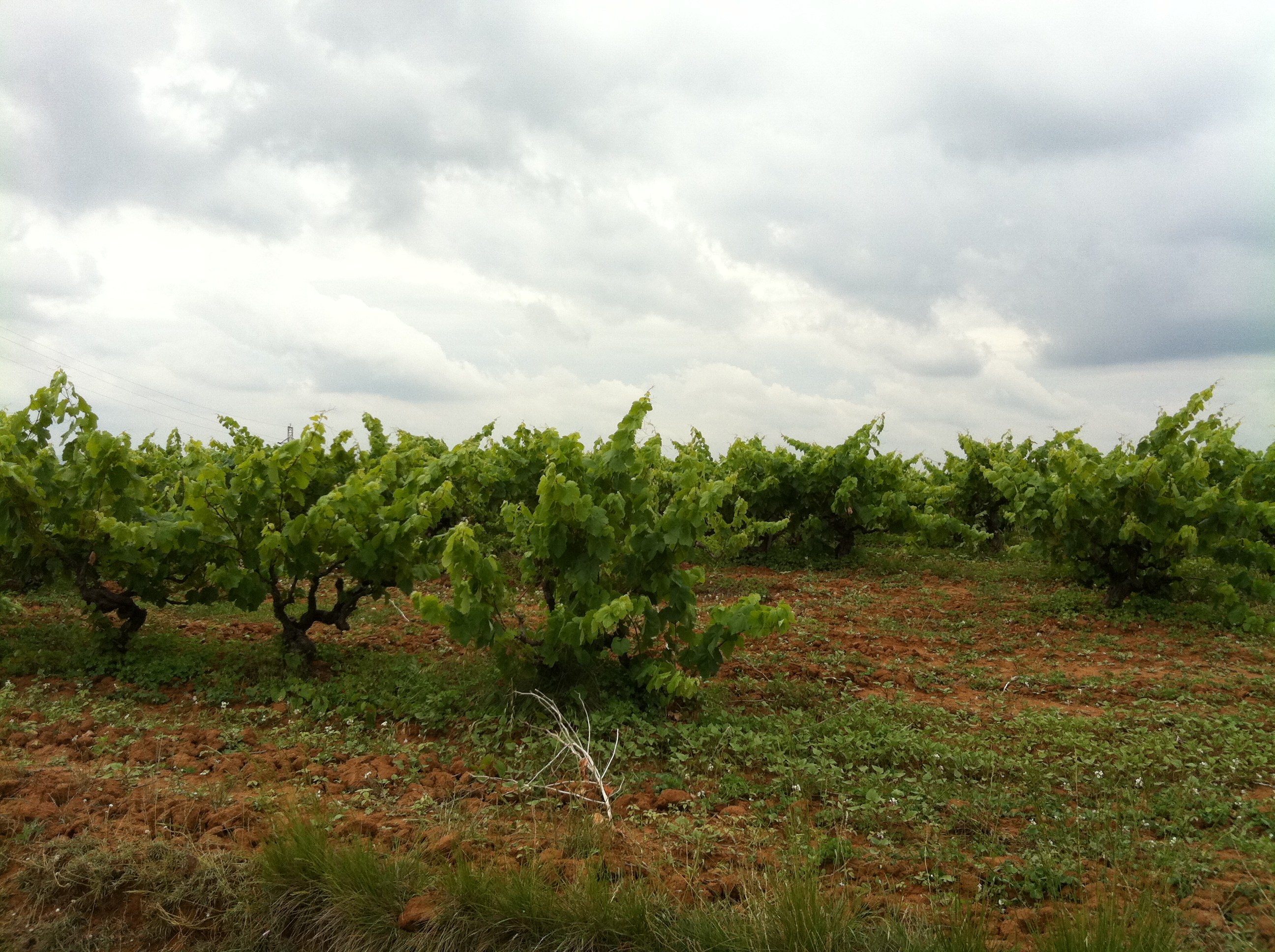
西班牙圣库加特塞斯加里格斯的葡萄地

風土條件，此名称来自于法国，是農產品在其生长过程中所依赖的环境因素的总称，包含當地人的習俗、土壤、降雨量、日照、天气、气候等因素。特别是在勃艮第地区的葡萄酒，这种表现尤为突出，两块相邻土地的土壤、地势、朝向等因素有很大不同，所产的葡萄也有极大不同，而酿出的葡萄酒的味道也不同。